# Boldsajchany Chongordzul
Boldsajchany Chongordzul (mong. Болдсайханы Хонгорзул; ur. 27 maja 2001) – mongolska zapaśniczka walcząca w stylu wolnym. Dwukrotna olimpijka. Zajęła piąte miejsce w Tokio 2020 w kategorii 57 kg i jedenaste w Paryżu 2024 w tej samej wadze.
Brązowa medalistka mistrzostw Azji w 2022. Mistrzyni Azji U-23 w 2019. Trzecia na MŚ kadetów w 2017 roku.